# Leichtflugzeugbau Klemm
Klemm Leichtflugzeugbau GmbH  — ныне не существующая немецкая авиастроительная компания 1920-х — 1930-х годов, известный производитель лёгких и спортивных самолётов.

## История
Основана в 1926 году в Бёблингене доктором Гансом Клеммом, ранее работавшем в компаниях Zeppelin, Hansa-Brandenburg и Daimler.
Во время работы в компании Daimler, Клемм разработал собственную конструкцию лёгкого самолёта. По его мнению, подобный летательный аппарат должен был быть простым в изготовлении, с хорошими аэродинамическими показателями, обладать малой массой и нагрузкой на крыло, для чего его следует изготавливать из дерева и оснащать двигателями небольшой мощности. Таким самолётом стал Daimler L.15 с мотором от мотоцикла Indian мощностью 7,5 л.с., впервые взлетевший в начале 1919 года; позже мотор сменили на более мощный 12-сильный Harley-Davidson.
Позже Клемм спроектировал на его основе L.20, у которого профиль фюзеляжа из цилиндрического стал более простым в производстве квадратным, и в 1926 году основал собственную компанию по его производству. Этот самолёт, построенный в количестве более 100 экземпляров, оснащался 20-сильным двигателем Daimler, разработанным Фердинандом Порше.
В 1928 году Фридрих Карл фон Кёниг-Вартхаузен на Klemm, L.20 начав с одиночного полёта в Москву, затем продолжил его длившимся 15 месяцев кругосветным путешествием, за которое получил Кубок Гинденбурга, высшую германскую награду за достижения в области аэронавтики.
L.20, в свою очередь, также послужил основой для новой разработки: под руководством Роберта Люссера был создан, Klemm L.25 (позже переименованный в Kl 25). Было продано 600 экземпляров этого самолёта (на который устанавливались 14 различных типов двигателей), а также лицензии на его производство в Великобритании и США.
В январе 1930 года Мохамед Сидки вылетел из Берлина в Каир на Klemm L25a. Он приземлился в Каире 26 января, став политическим героем, бросив вызов британским властям, которые отказали ему в разрешении на посадку (позже он стал известен как «Первый египетский орел»). Сидки написал письмо Клемму, который помог оборудовать самолёт для долгого путешествия, в котором упоминал, что «...ваша прекрасная маленькая машинка L25a перенесла меня сквозь ветер, снег и проливной дождь без ущерба для меня, самолёта и двигателя».
В 1931 году Элли Байнхорн на Klemm Kl 26, оснащённом двигателем Argus стала второй женщиной, совершившей полёт из Европы в Австралию. Она также получила Кубок Гинденбурга. Годом позже 1932 уровень выпуска достиг 25 самолетов в месяц.

## После 1933 года
В 1934 году влияние нацистской партии на экономику Германии усилилось. Гансу Клемму, как владельцу одного из стратегически важных предприятий, больше не разрешалось свободно распоряжаться его активами, а для персонала завода Министерство авиации (RLM) сократило размер зарплаты.
Под давлением Министерства, Клемм должен был передать ряд своих сотрудников на построенный в 1934-1935 годах новый завод в Галле, где проектировался двухмоторный Fh 104, а позже, в 1937 году, переоформить это новое предприятие на Фридриха Зибеля. (см. Siebel Flugzeugwerke)/
Пост главного конструктора на некоторое время занял Фридрих Фехер. Прототип созданного им Kl 35 разбился во время испытаний в Рехлине, причиной происшествия объявили некондиционный материал, но, вероятнее, дело было в чрезмерных нагрузках. После проверки расчётов, было начато его серийное производство. Около 2000 таких самолётов было построено на самом заводе Klemm и на предприятиях компании Fieseler, а позже и чешской Moravan Otrokovice (ныне ZLIN). Авторству Фехера принадлежал также предназначавшийся для демонстрационного турне по Европе Kl 36.
Преемником Фехера в Бёблингене стал Карл Бухер, ранее работавший в аугсбургской Bayerische Flugzeugwerke. Им были созданы все самолёты фирмы, спроектированные во время Второй мировой войны, такие как Kl 105, Kl 106 и Kl 107, а также за Kl 151 и Kl 152. дизайн часть оболочки.
В 1943 году, после демонстративного выхода Ганса Клемма из НСДАП, компания была поставлена под государственный надзор, а 12 июня 1944 года конфискована, управлять ей был назначен имперский комиссар. В этот период на ней выпускали лёгкий Ar 96 и отдельные узлы реактивного Me 163 Komet).

### Послевоенный период
На момент окончания войны оборудование завода было демонтировано, а часть зданий разрушена, дом Клемма на Вальдбургштрассе сгорел вместе со всеми чертежами и расчётами.
Хотя летом 1952 года Ганс Клемм во время беседы со своим сыном Гансом-Юргеном и другими бывшими работниками компании отрицал возможность её возрождения, ссылаясь как на существовавший запрет на строительство самолётов, так и на собственное слабое здоровье, — в середине 1954 года начались переговоры с Людвигом Бёльковом и Вольфом Хиртом. В октябре был заключен предварительный договор о создании рабочей группы.
На момент отмены послевоенного запрета на производство самолетов сам Клемм был уже на пенсии, а делами распоряжался его сын. В 1955 году при помощи вернувшегося на свой пост Карла Бухера и доктора Бёлкова был проведен пересмотр остатков чертежей Kl 107, а также основано совместное предприятие с Bölkow-Entwicklung KG.
Строительство первой модели этой компании, Kl 107-A проводилось в Apparatebau Nabern GmbH, а её дебют состоялся 4 сентября 1956 года, испытателем был Карл Вой. Планировалось организовать серийное производство этого разработанного в годы войны самолёта,
В октябре 1957 года рабочая группа стала Klemm-Flugzeuge GmbH, в которой Ганс-Юрген Клемм и Ричард Шрайбер заняли должности управляющих директоров.
Мощность 90-сильного двигателя Continental, установленного на самолёте, оказалась недостаточной для такой массы, поэтому на модификации "Kl 107-B" стоял уже Lycomming O 320 (150 л.с.). В таком виде 1 ноября 1957 года он был запущен в серийное производство.
Сотрудничество развивалось достаточно непросто, особенно на фоне низкого уровня продаж (в период с 1956 по 1961 годы было произведено 55 самолётов моделей A, B и C), поэтому, 30 апреля 1959 года, акции компании Klemm были проданы принадлежавшей Бёлкову фирме Apparatebau Nabern, ей же достались и права на Kl 107. Модификация "Kl 107 D" несла уже эмблему Bölkow и именовалась Bölkow 207 (первый полёт прототипа 10 октября 1960 года, выпущено 88 машин).
Ганс Клемм скончался в Фишбахау (Верхняя Бавария) 30 апреля 1961 года.
Компания Klemm до сих пор существует в Бёблингене под названием «Klemm-Technik GmbH», и в основном занимается маркетингом разработанного Гансом Клеммом клея для дерева Kaurit-WHK.
Bölkow GmbH, пройдя череду слияний, последовательно входил в объединения Messerschmitt-Bölkow (июнь 1968 года) Messerschmitt-Bölkow-Blohm (май 1969 года), затем в начале 1990-х в Daimler-Benz, и, таким образом стал частью корпорации DASA, которая, в свою очередь, в 2000 году вошла в состав концерна EADS.

## Продукция фирмы

### собственные конструкции
- Klemm (Daimler) L.15 (1919)
- Klemm (Daimler) L.20 (1924) 80-100 машин;
- Klemm Kl 25 (1928) учебный, около 600
- Klemm Kl 26 (1929) учебный, ок.170
- Klemm Kl 31 (1931) 30
- Klemm Kl 32 (1931) 60
- Klemm Kl 33 (также Klemm L33, 1933) ультралёгкий самолёт, 1 прототип;
- Klemm Kl 35 (1935) учебный/спортивный, более 1300?
- Klemm Kl 36 (1934) многоцелевой самолёт на конкурс Challenge International de Tourisme, 4+8 экземпляров;
- Klemm Kl 105, разработка упрощённого "народного самолёта" (Volksflugzeug) на базе Kl 35
- Klemm Kl 106, спортивный, 1 прототип;
- Klemm Kl 107, 6+55
- Klemm Kl 151 (1942)
- Klemm Kl 152 проект двухмоторной версии Kl 107 /Kl 151 с двигателями Hirth HM 506[3].

### лицензионный выпуск
- Focke-Wulf Fw 44 Stieglitz